# Vaniel Sirin
Vaniel Sirin (ur. 26 października 1989 w Delmas) – haitański piłkarz występujący na pozycji pomocnika. Zawodnik klubu CA San Cristóbal.

## Kariera klubowa
Sirin karierę rozpoczął w 2009 roku w zespole Tempête FC. W sezonach 2009 oraz 2010 wywalczył z nim mistrzostwo fazy Ouverture (sezon otwarcia), a w sezonie 2011 mistrzostwo fazy Clôture (sezon zamknięcia). W 2013 roku przeszedł do AS Mirebalais, z którym w tym samym roku zdobył mistrzostwo Haiti. W 2015 roku odszedł do drużyny FICA. Dwukrotnie wywalczył z nią mistrzostwo fazy Ouverture (2015, 2016). W 2017 ponownie występował w Tempête FC, a w 2018 został zawodnikiem dominikańskiego CA San Cristóbal.

## Kariera reprezentacyjna
W reprezentacji Haiti Sirin zadebiutował w 2009 roku. W tym samym roku został powołany do kadry na Złoty Puchar CONCACAF. Zagrał na nim w meczach z Hondurasem (0:1), Grenadą (2:0), Stanami Zjednoczonymi (2:2, gol) i Meksykiem (0:4), a Haiti zakończyło turniej na ćwierćfinale.